# Le Maître du gang
Pour plus de détails, voir Fiche technique et Distribution.
Le Maître du gang (The Undercover Man) est un film américain réalisé par Joseph H. Lewis sorti en 1949, d'après l'article Undercover Man: He Trapped Capone de Frank J. Wilson.

## Synopsis
Frank Warren et George Pappas, agents du fisc, tentent de confondre un chef de gang, de fraude fiscale. Plusieurs témoins disparaissent. Les deux hommes réussissent à retrouver la femme d'un comptable assassiné, prête à témoigner. Mais le procès se déroule dans un climat de haute tension...

## Fiche technique
- Titre : Le Maître du gang
- Titre original : The Undercover Man
- Réalisation : Joseph H. Lewis

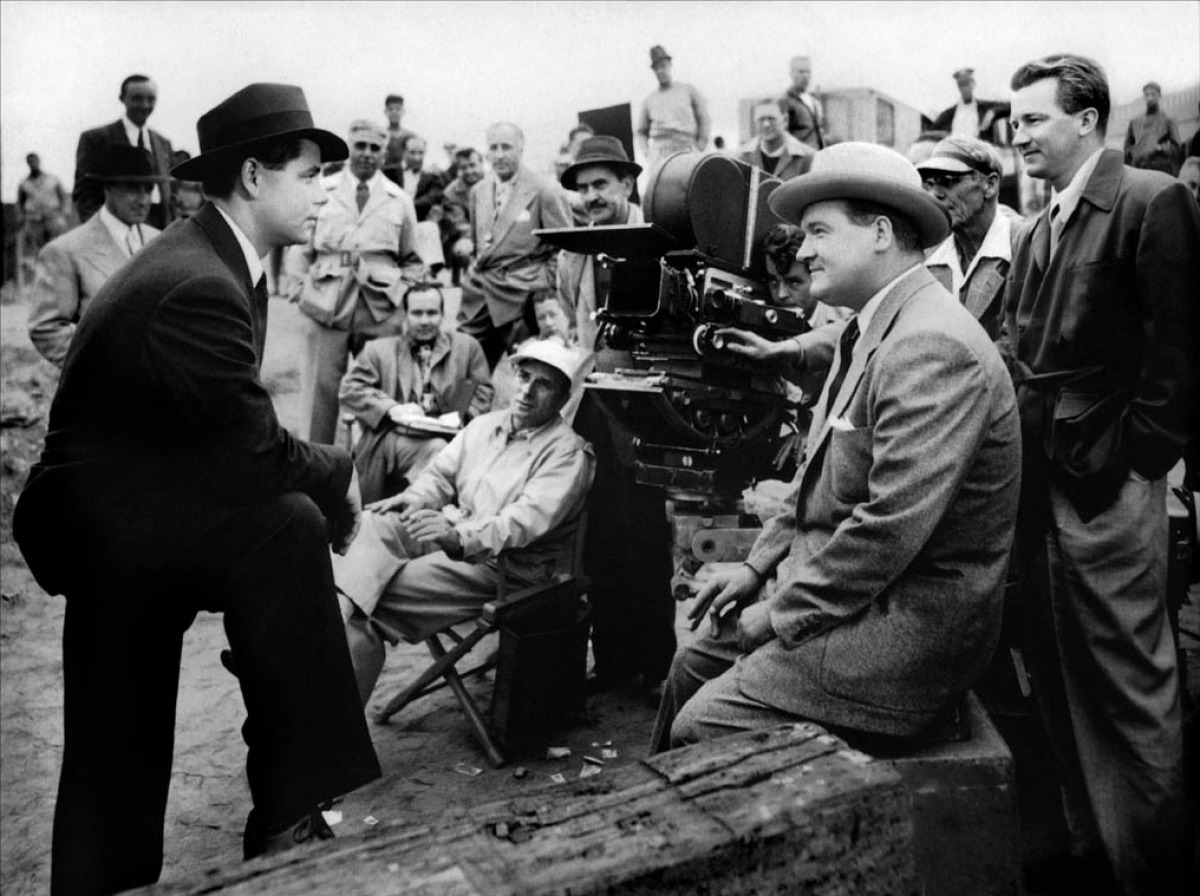
Le réalisateur Joseph H. Lewis (assis) avec Glenn Ford et Barry Kelley sur le tournage du film.

- Scénario : Jack Rubin, Sydney Boehm, d'après l'article Undercover Man: He Trapped Capone de Frank J. Wilson
- Photographie : Burnett Guffey
- Musique : George Duning
- Montage : Al Clark
- Direction artistique : Walter Holscher (en)
- Décors : William Kieman
- Costumes : Jean Louis
- Production : Robert Rossen, pour Columbia Pictures
- Durée : 85 minutes
- Date de sortie : 
  - États-Unis : 21 mars 1949
- Affiche : Jacques Bonneaud (France)

## Distribution
- Glenn Ford : Frank Warren
- Nina Foch : Judith Warren
- James Whitmore : George Pappas
- Barry Kelley : Edward J. O'Rourke
- David Wolfe : Stanley Weinburg
- Frank Tweddell : Inspecteur Herzog
- Howard St. John : Joseph S. Horan
- Joan Lazer : La petite Rosa Rocco
- Esther Minciotti : Maria Rocco
- Angela Clarke : Theresa Rocco
- Anthony Caruso : Salvatore Rocco
- Peter Brocco (non crédité) : Johnny

## Voix françaises
- Raoul Curet (Glenn Ford)
- Abel Jacquin (Frank Tweddell)
- Christian Argentin (Barry Kelley)
- Jacqueline Carlier (Nina Foch)
- Jacques Beauchey (James Whitmore)
- Jean-Jacques de Kerday (David Wolfe)
- Renée Dandry (Joan Lazer)

## Autour du film
- Le personnage interprété par Glenn Ford, Frank Warren, est inspiré de Frank J. Wilson, le comptable, agent fédéral et véritable « tombeur » d'Al Capone, dont l'article He Trapped Capone, première partie de son autobiographie Undercover Man, est la source du film.